# Статкевич, Фёдор Николаевич
Фёдор Николаевич Статкевич (бел. Фёдар Мікалаевіч Статкевіч; 1907 год, Старосек — 1981 год) — рабочий совхоза «Жали» Министерства совхозов СССР, Любанский район Минской области, Белорусская ССР. Герой Социалистического Труда (1950).

## Биография
Родился в 1907 году в крестьянской семье в деревне Старосек. 
В конце 20-х годов XX столетия вступил в луговое хозяйство «Жали» (позднее — совхоз). 
После окончания школы механизации сельского хозяйства работал с 1931 года на мелиоративных работах на торфяниках. 
Участвовал в Великой Отечественной войне. Защищал Москву, освобождал Белоруссию и Польшу. Войну закончил в Восточной Пруссии. После демобилизации возвратился в родную деревню, где работал заведующим мастерской, трактористом, звеньевым механизаторского звена в совхозе «Жали» Любанского района.
В 1949 году звено Фёдора Статкевича вырастило в среднем по 32,1 центнера зерновых с каждого гектара. Указом Президиума Верховного Совета СССР от 5 июля 1950 года удостоен звания Героя Социалистического Труда с вручением ордена Ленина и золотой медали «Серп и Молот».
Скончался в 1981 году.

## Награды и звания
- Орден Ленина
- Медаль «За отвагу»
- Медаль «За оборону Москвы»
- Медаль «За боевые заслуги»
- Медаль «За взятие Кёнигсберга»
- Почётная грамота Президиума Верховного Совета Белорусской ССР (1977)